# Книсна
Книсна (афр. Knysna) — місто в районі Еден, Західна Капська провінція, ПАР. Через місто проходить автошлях N2. Загальна кількість населення становить 76 431 чоловік.
Книсна є центром однойменного місцевого муніципалітету.

## Географія
Книсна розташована на 34 градуси південніше екватора, на відстані 72 км на схід від адміністративного центру Джордж.

### Клімат
Місто знаходиться у зоні, котра характеризується морським кліматом. Найтепліший місяць — січень із середньою температурою 22.2 °C (72 °F). Найхолодніший місяць — липень, із середньою температурою 15.6 °С (60 °F).
| Клімат Книсни           | Клімат Книсни | Клімат Книсни | Клімат Книсни | Клімат Книсни | Клімат Книсни | Клімат Книсни | Клімат Книсни | Клімат Книсни | Клімат Книсни | Клімат Книсни | Клімат Книсни | Клімат Книсни | Клімат Книсни |
| Показник                | Січ.          | Лют.          | Бер.          | Квіт.         | Трав.         | Черв.         | Лип.          | Серп.         | Вер.          | Жовт.         | Лист.         | Груд.         | Рік           |
| Середній максимум, °C   | 25,6          | 26,1          | 25            | 23,9          | 23,3          | 21,1          | 20,6          | 20,6          | 21,1          | 21,7          | 22,8          | 24,4          | 23            |
| Середня температура, °C | 22,2          | 22,2          | 21,7          | 19,4          | 17,8          | 16,1          | 15,6          | 16,1          | 16,7          | 17,8          | 19,4          | 21,1          | 18,8          |
| Середній мінімум, °C    | 18,3          | 18,9          | 17,8          | 15,6          | 12,8          | 10,6          | 10            | 11,1          | 12,2          | 13,9          | 15,6          | 17,2          | 14,5          |
| Норма опадів, мм        | 32            | 37            | 43            | 49            | 36            | 38            | 9             | 13            | 45            | 37            | 50            | 39            | 428           |
| ----------------------- | ------------- | ------------- | ------------- | ------------- | ------------- | ------------- | ------------- | ------------- | ------------- | ------------- | ------------- | ------------- | ------------- |
| Джерело: Weatherbase    |               |               |               |               |               |               |               |               |               |               |               |               |               |

## Історія
У 1825 році на березі озера з'явилося селище під назвою Мелвілле, а у 1846 з'явилося ще одне селище Ньюгавен. 1882 року Мелвілле та Ньюгавен були об'єднані у місто Книсна, назване на честь річки розташованої неподалік.